# Терентьев, Герасим Львович
'Терентьев Герасим Львович' (4 (16) марта 1864 — после 1922 г.) — русский жандармский полковник, помощник начальника Виленского губернского жандармского управления в Виленском уезде, начальника Харьковского губернского жандармского управления в городе Харькове, начальник Орловского, Екатеринославского, Казанского губернских жандармских управлений.

## Происхождение, образование
Потомственный дворянин, православного вероисповедания. Образование получил в Елисаветградской военной прогимназии и в Одесском пехотном юнкерском училище (где обучался по первому разряду).

## Военная служба
В службу Г. Л. Терентьев вступил, согласно поданному им на Высочайшее имя прошению, «рядовым на правах вольноопределяющегося 3-го разряда по образованию», будучи зачисленным 23 декабря 1881 г. (4 января 1882 г.) в 315-й пехотный Керчь-Еникальский полк.
12 (24) августа 1882 г. он был командирован в Одесское пехотное юнкерское училище «для прохождения курса в оном», где 20 августа (1 сентября) был зачислен в приготовительный класс «с переименованием в юнкера». 3 (15) февраля 1884 г. Г. Л. Терентьев был произведён в унтер-офицерское звание. 7 (19) августа 1884 г. — перечислен в старший класс, 6 (18) августа 1885 г. утверждён «в звании отделенного Начальника», а 7 (19) августа — приказом начальника штаба Одесского военного округа — произведён в подпрапорщики.
28 октября (9 ноября) 1885 г. Высочайшим приказом Г. Л. Терентьев был произведён в поручики (со старшинством с 1 /13/ сентября 1885 г.).
С 27 февраля (11 марта) по 29 марта (10 апреля), а также с 28 августа (9 сентября) по 29 сентября (11 октября) 1890 г. он командировался «в ведение уездных воинских начальников» для обучения ратников государственного ополчения — Павлоградского и Александровского, соответственно.

## Служба в жандармерии
18 (30) ноября 1892 г. Г. Л. Терентьев был прикомандирован к штабу Отдельного корпуса жандармов (ОКЖ) «для испытания по службе и перевода впоследствии в Корпус», который состоялся 3 (15) марта 1893 г.
«География» жандармской службы Г. Л. Терентьева была весьма обширной.
4 (16) марта 1893 г. приказом по ОКЖ он был назначен адъютантом Калужского губернского жандармского управления (с 30 августа /11 сентября/ 1894 г. — на вакансию штабс-ротмистра), но уже 30 сентября /12 октября/ 1894 г. — отчислен от должности с оставлением в ОКЖ, с зачислением в резерв и с назначением в распоряжение начальника Виленского губернского жандармского управления (ВГЖУ).
6 (18) декабря 1895 г. Высочайшим приказом Г. Л. Терентьев был произведён на вакансию ротмистром, а 31 октября (12 ноября) 1897 г. приказом по ОКЖ назначен помощником начальника ВГЖУ в Виленском уезде.
13 (26) августа 1902 г. приказом по ОКЖ он был назначен помощником начальника Харьковского губернского жандармского управления в городе Харькове, 26 февраля (11 марта) 1905 г. — Высочайшим приказом произведён в подполковники.
3 (16) сентября 1912 г. приказом по ОКЖ Г. Л. Терентьев был назначен исправляющим должность начальника Орловского губернского жандармского управления, 6 (19) декабря 1912 г. — Высочайшим приказом «за отличие по службе» произведён в полковники с утверждением в должности.
28 января (10 февраля) 1914 г. приказом по ОКЖ Г. Л. Терентьев был назначен начальником Екатеринославского губернского жандармского управления.
Приказом по Одесскому военному округу на театре военных действий № 201 от 29 октября (11 ноября) 1914 г. — «старшим военным цензором, объединяющим военную цензуру в г. Екатеринославе», а с 7 (20) февраля 1915 г. — приказом по Московскому военному округу № 133 — «старшим военным цензором по Мариупольскому, Бахмутскому и Славяносербскому уездам, Екатеринославской губернии, отнесённым к Московскому Военному Округу».
Высочайшим приказом по военному ведомству от 6 (19) декабря 1915 г. ему было объявлено Императором Николаем II «ВЫСОЧАЙШЕЕ благоволение за отлично-ревностную службу и особые труды, вызванные обстоятельствами текущей войны».
Приказом по ОКЖ № 177 от 9 (22) декабря 1916 г., Г. Л. Терентьев был назначен начальником Казанского губернского жандармского управления (КГЖУ) вместо ранее назначенного на эту должность и ещё не доехавшего до места службы полковника В. В. Тржецяка.
По состоянию на то время он «в походах и делах против неприятеля не находился».

## Вступление в должность начальника КГЖУ, арест
Г. Л. Терентьев прибыл в Казань и вступил в исполнение служебных обязанностей начальника КГЖУ, сданных ему полковником М. В. Прогнаевским, в день начала февральской революции — 23 февраля (8 марта) 1917 г.
1 (14) марта 1917 г. он принял участие в совещании у Казанского вице-губернатора С. С. Дьяченко, на котором было объявлено о революции в Петрограде и разгроме в столице всех правительственных учреждений.
Через несколько дней начальник КГЖУ Г. Л. Терентьев и два его помощника были подвергнуты аресту.
Казанский исследователь Р. А. Кашапов писал по этому поводу:
Первой мыслью руководства КГЖУ было не допустить попадания в руки толпы документов с именами своих негласных сотрудников и филёров. Бумаги решили уничтожить, что и было сделано. Отметим, что принятие решения об уничтожении этих документов входило в компетенцию руководства КГЖУ. Однако, несмотря на это, вскоре [ Г. Л. ] Терентьев и его помощники [ М. В. ] Прогнаевский и [ Н. В. ] Кирсанов были новыми властями арестованы и переданы в распоряжение Казанского окружного суда для проведения следствия по якобы имевшему факту сожжения архива КГЖУ. Эту акцию надо рассматривать как необоснованные репрессии в отношении лиц, выполнявших служебный долг…
При этом, по свидетельству историка И. Е. Алексеева, в «Приказах по Казанскому Губернскому Жандармскому Управлению», датированных концом февраля — началом марта 1917 г., никаких указаний на уничтожение секретных документов не содержалось. Зато в них фигурирует приказ начальника КГЖУ Г. Л. Терентьева № 36 от 1 (14) марта 1917 г. («по части хозяйственной»), первым параграфом которого предписывалось: «Для поверки книг и сумм вверенного мне Управления за минувший Февраль месяц сего года назначаю комиссию под своим председательством и из членов Полк[овника] [ М. В. ]Прогнаевского и ротм[истра] [ Н. В. ]Кирсанова. Поверку произвести „4“ сего Марта в 12 часов дня».
Тот же автор отмечает:
Очевидно, что стандартная процедура «поверки книг и сумм» в условиях «революционного подъёма» приобрела вполне определённое «ликвидационное» значение. При этом последний из записанных приказов начальника КГЖУ Г. Л. Терентьева № 40 был датирован 5 марта 1917 г. и имел «финансовый» характер: им предписывалось выдать «из экономического капитала двести пятьдесят шесть рублей аванс на выдачу добавочного денежного довольствия» нижним чинам КГЖУ за январь и февраль 1917 г.
Известно также, что в августе 1917 г. арестованные были отпущены под денежный залог и срочно покинули Казань.

## Награды
- Орден Святого Станислава 3-й степени 5 /17 апреля 1898 года
- Орден Святой Анны 2-й степени 6 /19 декабря 1905 года и 3-й степени 6 /19 апреля 1903 года
- Орден Святого Владимира 3-й степени 22 марта /4 апреля 1915 года и 4-й степени 22 апреля /5 мая 1907 года
- Медаль «В память царствования императора Александра III» 5 /17 июля 1896 года
- Медаль «В память 100-летия Отечественной войны 1812 г.» 12 /25 ноября 1912 года
- Медаль «В память 300-летия царствования дома Романовых» 29 октября /11 ноября 1913 года

## Семья, дети
Г. Л. Терентьев был женат на уроженке Харьковской губернии, дочери отставного ротмистра Елизавете (Елисавете) Михайловне фон Дерфельден (православного вероисповедания).
Имел двух сыновей и двух дочерей: Игоря (родился 17 /29/ января 1892 г.), Владимира (родился 17 /29/ мая 1894 г.), Ольгу (родилась 28 апреля /11 марта/ 1897 г.) и Татьяну (родилась 18 /31/ мая 1900 г.) (все — православного вероисповедания).
По состоянию на конец 1916 г. — начало 1917 г., Г. Л. Терентьев недвижимого имущества не имел.

## Эмиграция
Известно, что после августа 1917 г. Г. Л. Терентьев проживал на Украине. В дальнейшем он покинул страну и эмигрировал за границу со всей своей семьёй, кроме сына — И. Г. Терентьева, который безуспешно пытался эмигрировать в 1922 г.
Терентьевы переехали вначале в Константинополь (Стамбул), а оттуда — во Францию.